# Michael Hansen (Sänger, 1940)

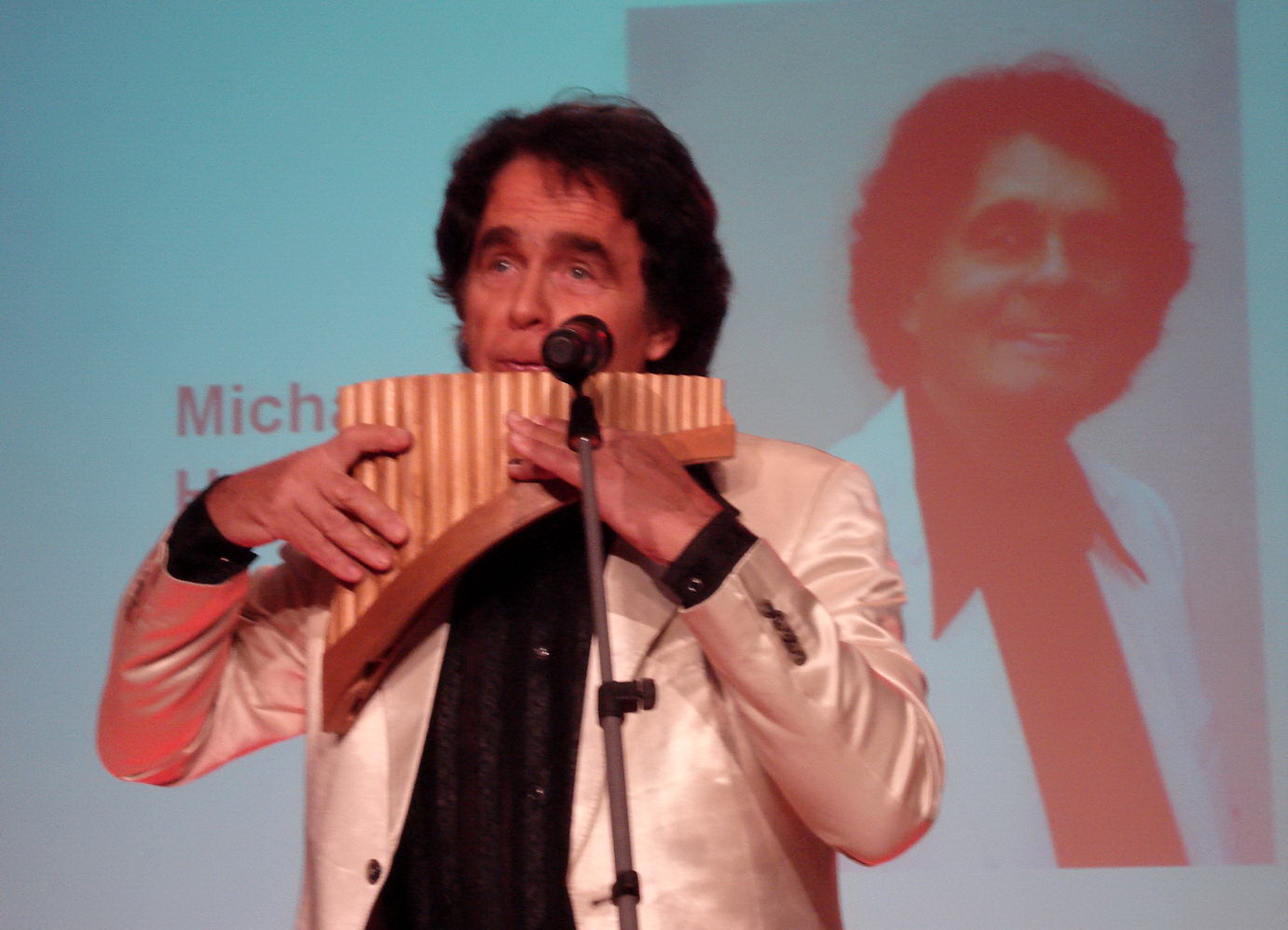
Michael Hansen spielt Panflöte auf der Grünen Woche Berlin (Januar 2009)

Michael Hansen (bürgerlich Klaus Schibilsky; * 11. Dezember 1940 in Güstrow; † 15. Juli 2023 in Bernau bei Berlin) war ein deutscher Schlagersänger, Komponist und Produzent.

## Leben
Michael Hansen wuchs als zweites von drei Kindern in Güstrow auf. Er spielte als Kind bereits Klavier, Gitarre und Bass. Später sang er im Universitätschor Rostock klassische Musik. Im Jahr 1959 absolvierte er sein Abitur. Er studierte danach an der Technischen Fakultät der Universität Rostock und schloss das Studium im Jahr 1967 als Diplom-Ingenieur für Schiffsmaschinenbau ab. Bereits als Student sang er 1966 erfolgreich beim Rundfunk vor und produzierte kurz darauf seinen ersten Titel Spiel nicht mit dem Glück. Er gründete eine eigene Unterhaltungs- und Jazzband Studiosi-Quintett. Bald folgte sein erster bei Amiga veröffentlichter Titel Da sag ich nicht nein. Seine Aufnahmen landeten auf den vorderen Plätzen der Hitparaden.
Nach dem Studium arbeitete Hansen als Ingenieur in der Neptunwerft in Rostock, in der Freizeit machte er weiterhin Musik. 1966 nahm er den Künstlernamen Michael Hansen an. Im Schlagerwettbewerb der DDR 1968 erreichte er mit Regen in der Nacht und Wer hat sie gesehn gute Platzierungen. In diese Zeit fällt auch der Beginn seiner Tätigkeit als Komponist. Danach gehörte Hansen in Berlin-Adlershof zum Fernseh-Unterhaltungsensemble.
Um den Auftritten neuen Schwung zu geben, gründete Hansen mit drei Damen des Deutschen Fernsehballetts die Gruppe Michael Hansen & die Nancies. Das Quartett bot ein breites Repertoire an Unterhaltungsmusik, und – indem es auch Folklore aus Lateinamerika und aus Russland mit einbezog – hatte schließlich  Erfolg im In- und Ausland. Bei ihren Tourneen sangen sie häufig auch Titel in der jeweiligen Landessprache.
Im Jahr 1973 erwarb Hansen in Wandlitz ein Grundstück, das er mit Hilfe von Freunden und Verwandten mit einem reetgedeckten Wohnhaus bebaute. Nancy Susanne aus der Musikgruppe wurde im August 1976 seine zweite Ehefrau. Sie starb am 10. August 2008 im Alter von 65 Jahren auf dem Darß bei einem Familienausflug an der Ruptur eines zerebralen Aneurysmas. Beide hatten gemeinsam zwei Kinder, zudem brachte sie einen Sohn aus einer früheren Beziehung mit in die Ehe.

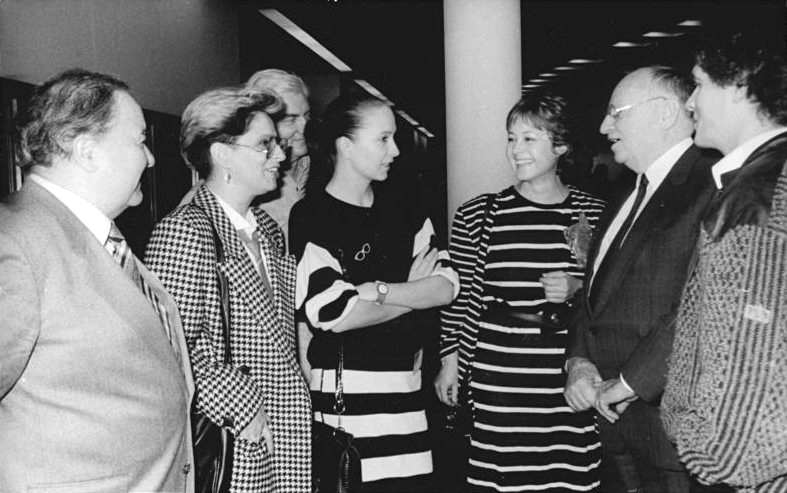
1. März 1989 in Ost-Berlin: „Kongreß der Unterhaltungskunst der DDR“ –
In einer Beratungspause des ersten Tages unterhielten sich Schlagersänger Michael Hansen, Mitglied des Politbüros und Sekretär des ZK der SED Kurt Hager, Chansonsängerin Barbara Kellerbauer, Rocksängerin Ines Paulke, Sängerin und Moderatorin Dagmar Frederic und Conferencier Heinz Quermann (v. r.)

In den 1980er-Jahren wurde Hansen Vorsitzender der Sektion Gesangsinterpreten beim Komitee für Unterhaltungskunst der DDR. Nach der Wende begann Hansen in Wandlitz ein privates Tonstudio zu betreiben. Zu seinen Kunden zählten bald auch  Lili Ivanova, Dagmar Frederic, Roberto Blanco, Gisela May, Günter Pfitzmann, Anke Lautenbach und Regina Thoss.
In Brandenburg engagierte sich Hansen auch  im Umweltschutz. Er gilt als einer der Gründer des Tourismusverbandes Barnim. Auch als Manager war er aktiv, er arbeitete im Internationalen Bund am Bogensee, der die Nachfolge der früheren FDJ-Bildungsstätte antrat. Nach der Insolvenz dieser Einrichtung trat Hansen zusammen mit seiner Ehefrau mit Schlagern, Jazz, Rock und Folklore auf Kreuzfahrtschiffen auf.
Auf Vorschlag des Gründungsintendanten der Elblandfestspiele, Heiko Reissig, berief im Jahr 2002 das Festspielpräsidium Michael Hansen zum Präsidenten der Gesellschaft Elblandfestspiele Wittenberge, des jährlich stattfindenden Operetten- und Filmmusikfestivals im Land Brandenburg. Dieses Amt führte er bis 2019 aus. Danach wer er Ehrenpräsident der Elblandfestspiele.
Im Jahr 2004 gründete Michael Hansen zusammen mit anderen engagierten Theaterschaffenden das KinderMusicalTheater in Berlin e. V., das er als Musikalischer Leiter, Komponist und Dozent unterstützte.
Ab Ende Juli 2017 war Hansen zum dritten Mal verheiratet.
Michael Hansen starb am 15. Juli 2023 im Alter von 82 Jahren in einer Bernauer Rehabilitationseinrichtung, in der er sich aufgrund vorheriger Erkrankungen (COVID-19 und Lungenentzündung) aufhielt.

## Diskografie

### Alben
- 1978: Michael Hansen (Amiga)
- 1989: Leben und lieben (Amiga)
- 1997: Musik ist die Welt
- 2002: Mann, wo ist die Zeit geblieben (Doppel-CD)

### Singles (teilweise zusammen mit anderen Interpreten)
- 1968: Der alte Fischer (Horst Krüger) / Bei dir ist alles anders (alle: Amiga)
- 1968: Freu dich (Gerd Michaelis Chor) / Dich hat die Liebe für mich bestimmt
- 1968: Das kann doch jedem mal passieren (Volkmar Böhm) / Da sag’ ich nicht nein
- 1968: Heut seh’n uns alle Bostella tanzen (mit Ina Martell) / (B-Seite: Wozu denn das Gerede von Gabriele Kluge)
- 1968: Regen in der Nacht (B-Seite von: Schuhmacher-Slop von Edith Haas)
- 1968: Komm zurück zu mir (B-Seite von: Es wird Zeit, daß du mal Hochzeit machst von Rosemarie Ambé)
- 1969: Der Zug fährt ab / Flocken fallen (beides Duette mit Ina Martell)
- 1969: Der erste Tanz (Ina Martell) / Ich hab’ ihr Blumen mitgebracht
- 1969: Wer hat sie gesehn? (B-Seite: Ich geb ein Fest von Andreas Holm)
- 1970: Morgen komm’ ich zu dir / Keine ist wie du
- 1970: Nur aus Spaß / Geh mit mir durch den Winterwald
- 1973: Liebe für immer / Sing so wie wir
- 1973: Ich laß mir meine Liebe nicht nehmen / Du, ich komme wieder
- 1974: Es lag nicht am Mai / So lieb sind am Anfang doch alle
- 1975: Lena / Regen fällt in meine Welt
- 1975: Ich find’ immer wieder zu dir / Liebe, was ist Liebe
- 1978: Morgen ist ein neuer Tag / Solang’ die Liebe bleibt